# Ted Kennedy (ishockeyspelare)

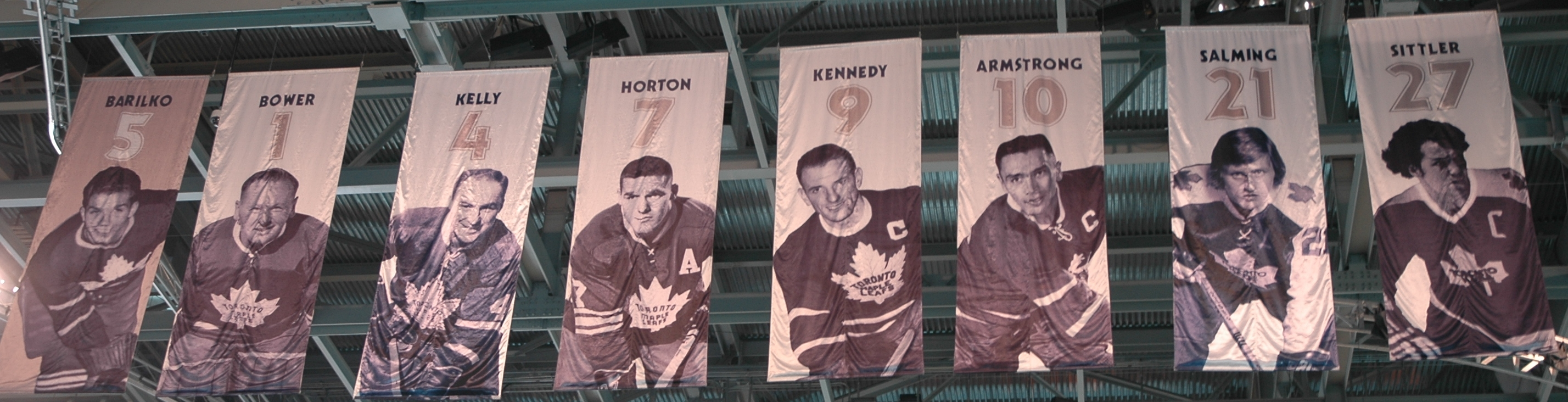
Ted Kennedys #9 i taket i Air Canada Centre, Toronto.

Theodore Samuel "Teeder" Kennedy, född 12 december 1925 i Port Colborne, Ontario, död 14 augusti 2009 i Port Colborne, var en kanadensisk professionell ishockeyspelare. Ted Kennedy spelade för Toronto Maple Leafs i NHL åren 1942–1957.
Ted Kennedy vann fem Stanley Cup med Maple Leafs; 1945, 1947, 1948, 1949 och 1951. Från säsongen 1948–49 till 1954–55 samt under 30 matcher säsongen 1956–57 var Kennedy lagkapten för Maple Leafs.
Säsongen 1954–55 vann Kennedy Hart Trophy som NHL:s mest värdefulle spelare.

## Statistik
| 1942–43    | Port Colborne Sailors | OHA Sr.    | 23  | 23  | 29  | 52  | 15  | —  | —  | —  | —  | —  |
| 1942–43    | Toronto Maple Leafs   | NHL        | 2   | 0   | 1   | 1   | 0   | —  | —  | —  | —  | —  |
| 1943–44    | Toronto Maple Leafs   | NHL        | 49  | 26  | 23  | 49  | 2   | 5  | 1  | 1  | 2  | 4  |
| 1944–45    | Toronto Maple Leafs   | NHL        | 49  | 29  | 25  | 54  | 14  | 13 | 7  | 2  | 9  | 2  |
| 1945–46    | Toronto Maple Leafs   | NHL        | 21  | 3   | 2   | 5   | 4   | —  | —  | —  | —  | —  |
| 1946–47    | Toronto Maple Leafs   | NHL        | 60  | 28  | 32  | 60  | 27  | 11 | 4  | 5  | 9  | 4  |
| 1947–48    | Toronto Maple Leafs   | NHL        | 60  | 25  | 21  | 46  | 32  | 9  | 8  | 6  | 14 | 0  |
| 1948–49    | Toronto Maple Leafs   | NHL        | 59  | 18  | 21  | 39  | 25  | 9  | 2  | 6  | 8  | 2  |
| 1949–50    | Toronto Maple Leafs   | NHL        | 53  | 20  | 24  | 44  | 34  | 7  | 1  | 2  | 3  | 8  |
| 1950–51    | Toronto Maple Leafs   | NHL        | 63  | 18  | 43  | 61  | 32  | 11 | 4  | 5  | 9  | 6  |
| 1951–52    | Toronto Maple Leafs   | NHL        | 70  | 19  | 33  | 52  | 33  | 4  | 0  | 0  | 0  | 4  |
| 1952–53    | Toronto Maple Leafs   | NHL        | 43  | 14  | 23  | 37  | 42  | —  | —  | —  | —  | —  |
| 1953–54    | Toronto Maple Leafs   | NHL        | 67  | 15  | 23  | 38  | 78  | 5  | 1  | 1  | 2  | 2  |
| 1954–55    | Toronto Maple Leafs   | NHL        | 70  | 10  | 42  | 52  | 74  | 4  | 1  | 3  | 4  | 0  |
| 1956–57    | Toronto Maple Leafs   | NHL        | 30  | 6   | 16  | 22  | 35  | —  | —  | —  | —  | —  |
| NHL totalt | NHL totalt            | NHL totalt | 696 | 231 | 329 | 560 | 432 | 78 | 29 | 31 | 60 | 32 |